# Faïencerie de Wasmuël
La faïencerie de Wasmuël est une ancienne faïencerie belge de la province du Hainaut, en région Wallonne.

## Histoire
Elle est fondée en 1836 sous le nom de Faïencerie Paulus par l'ancien directeur de la manufacture d'Onnaing Isidore Paulus. À la mort de ce dernier, c'est son épouse Joséphine Renau qui lui succède. Elle modernise les installations par l'acquisition de machines à vapeur. En 1878, la manufacture rencontre des difficultés et la direction en est reprise par Auguste Mouzin,qui entreprend des travaux d'agrandissement. La production se concentre alors sur des pièces monumentales en vogue à l'époque et jusqu'aux environs de 1900. Or, en 1893, la France augmente ses droits de douane et l'exportation de grosses pièces prend du plomb dans l'aile. La production se diversifie donc vers la production de vaisselle. 
Eugène Meyer, successeur de Mouzin en 1899, agrandit d'ailleurs encore les installations afin d'en augmenter la production. C'est en 1902 que la société prend le nom de S.A Faïencerie de Wasmuël. Le fils d'Eugène, Henri Meyer, qui lui succédera à la tête de la manufacture pendant 40 ans, traversera quant à lui les styles, et se distinguera notamment lors de l'exposition de Paris en 1937. Après la guerre, la production de vaisselle et d'objets courants prendra le pas sur les pièces artistique. Face à la concurrence étrangère moins chère et les difficultés d'approvisionnement en combustibles, la société connait des difficultés financières en 1951 et est totalement liquidée et détruite dès l'année suivante,,.
Plusieurs grands artistes potiers Belges sont passés par Wasmuël, notamment Émile Lombart, Antoine et François Dubois, qui fonderont à leur tour la faïencerie de Saint-Ghislain.